# Ryō Tsunoda
Ryō Tsunoda (jap. 角田 稜, Tsunoda Ryō; * 26. Juni 1990 in Hakuba, Präfektur Nagano) ist ein japanischer Biathlet und Skilangläufer.
Ryo Tsunoda war zunächst Skilangläufer. Seine ersten internationalen Rennen bestritt er seit Dezember 2006 im Far East Cup, erreichte aber in den nächsten zwei Jahren keine nennenswerten Resultate in der Rennserie und wechselte zur Saison 2010/11 zum Biathlonsport. Seine ersten internationalen Biathlonrennen bestritt er in der Saison 2010/11 im IBU-Cup, wo er in Martell in seinem ersten Einzel 49. wurde. Es war zugleich sein bislang bestes Resultat in der zweithöchsten Rennserie des internationalen Biathlons. Erster Höhepunkt der Karriere und erste internationale Meisterschaft wurden die Weltmeisterschaften 2012 in Ruhpolding. Tsunoda kam hier im Einzel zum Einsatz und belegte den 107. Platz. Zudem wurde er an der Seite von Junji Nagai, Kazuya Inomata und Hidenori Isa als Schlussläufer der japanischen Staffel eingesetzt, und kam mit dieser als überrundetes Team auf den 23. Platz.

## Weltcupstatistik
Die Tabelle zeigt alle Platzierungen (je nach Austragungsjahr einschließlich Olympische Spiele und Weltmeisterschaften).
- 1.–3. Platz: Anzahl der Podiumsplatzierungen
- Top 10: Anzahl der Platzierungen unter den ersten zehn (einschließlich Podium)
- Punkteränge: Anzahl der Platzierungen innerhalb der Punkteränge (einschließlich Podium und Top 10)
- Starts: Anzahl gelaufener Rennen in der jeweiligen Disziplin

| Platzierung                    | Einzel | Sprint | Verfolgung | Massenstart | Staffel | Gesamt |
| ------------------------------ | ------ | ------ | ---------- | ----------- | ------- | ------ |
| 1. Platz                       |        |        |            |             |         |        |
| 2. Platz                       |        |        |            |             |         |        |
| 3. Platz                       |        |        |            |             |         |        |
| Top 10                         |        |        |            |             |         |        |
| Punkteränge                    |        |        |            |             | 1       | 1      |
| Starts                         | 1      |        |            |             | 1       | 2      |
| Stand: nach der Saison 2011/12 |        |        |            |             |         |        |